# Chaparrastique
O Chaparrastique é um vulcão que fica próximo às cidades de San Jorge, Chinameca, San Rafael Este e San Miguel, no centro-leste de El Salvador. Ele está ativo desde 2013 e apresentou pequenas explosões e emitiu gás e vapor de água através da cratera principal pela última vez em novembro de 2022, segundo a Dirección General de Protección Civil. 

## Erupções

### 2002
Em 16 de janeiro de 2002, uma pequena erupção de vapor, gás e cinzas ocorreu na cratera do cume,  com duração de 3 horas, mas sem causar danos reais à vida ou à propriedade. As emissões de dióxido de carbono eram monitoradas desde novembro de 2001 e seu aumento constante continuou até a erupção. 

### 2013
Em 29 de dezembro de 2013 ele entrou em erupção às 10h30, horário local, expelindo cinzas e fumaça e provocando a evacuação de milhares de pessoas que viviam em um raio de 3km ao redor do vulcão. 

### 2022
Em 15 de novembro de 2022, a Proteção Civil de El Salvador anunciou que o vulcão havia apresentado pequenas explosões, emissões de gases e vapor d'água e que ele estava "entrando em atividade eruptiva". No dia seguinte, rotas de evacuação e albergues já estavam prontos para o caso de milhares de pessoas precisarem deixar suas casas.   

## Galeria de fotos

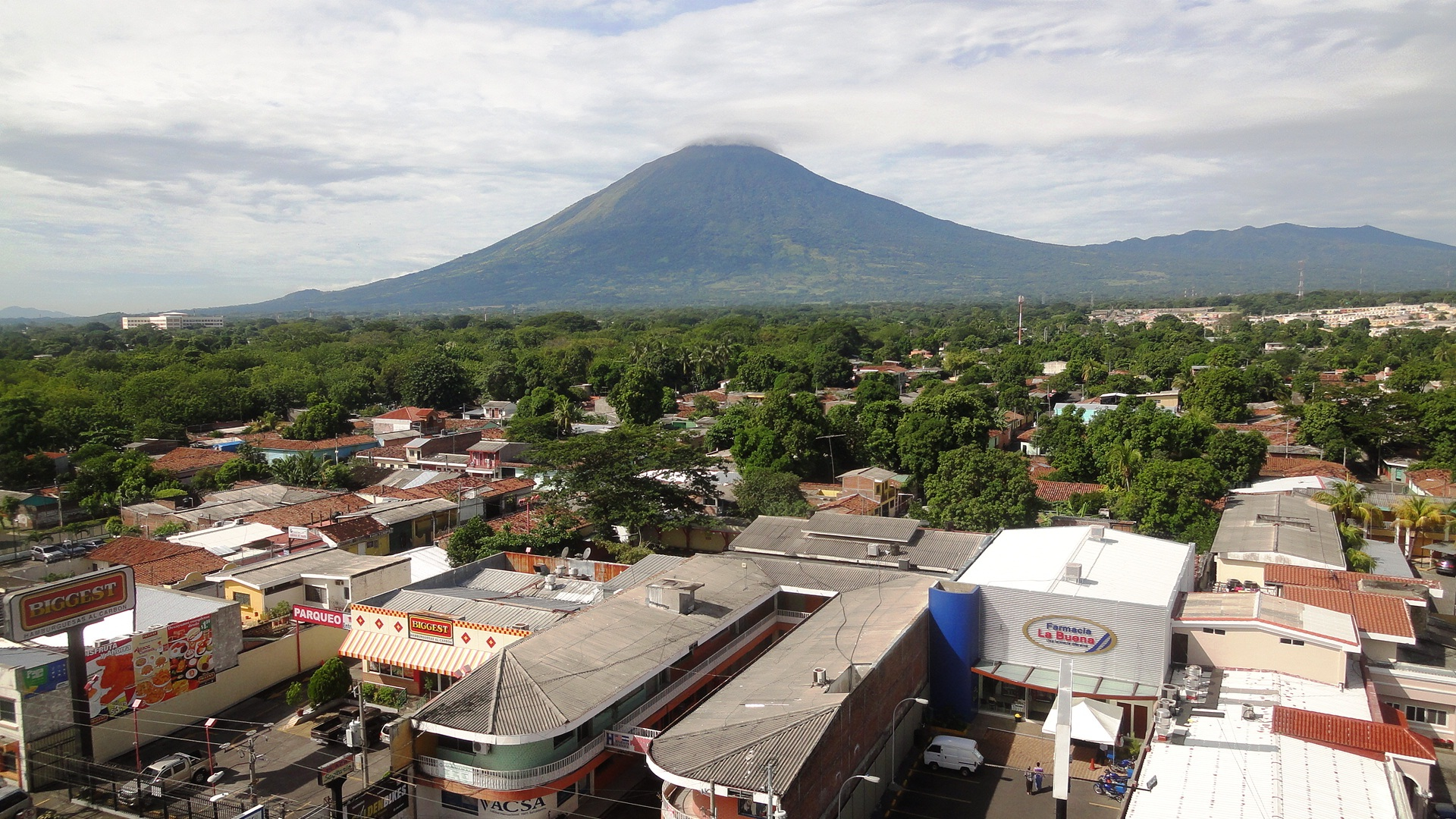
A cidade de São Miguel ao pé do vulcão
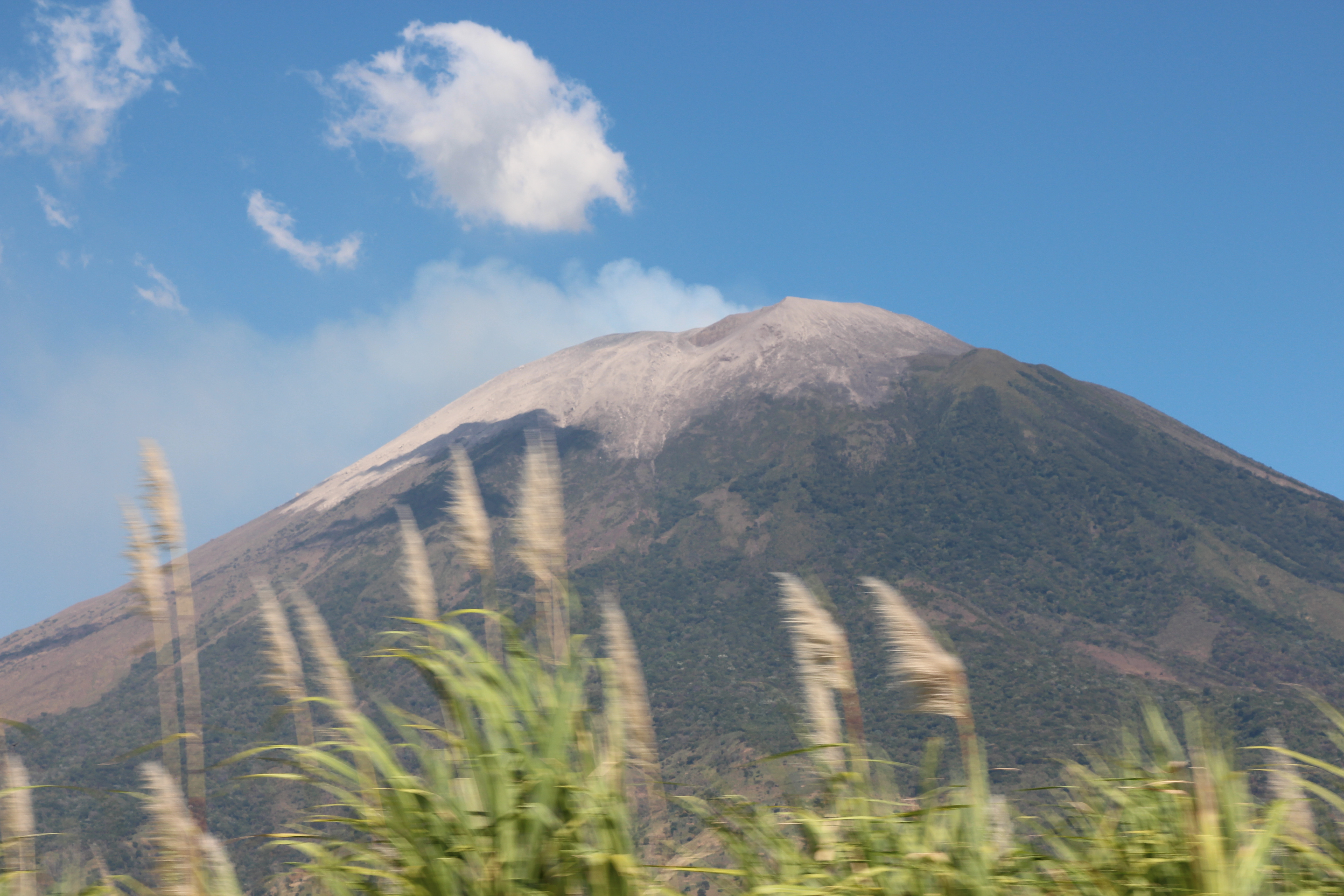
A erupção de 2013
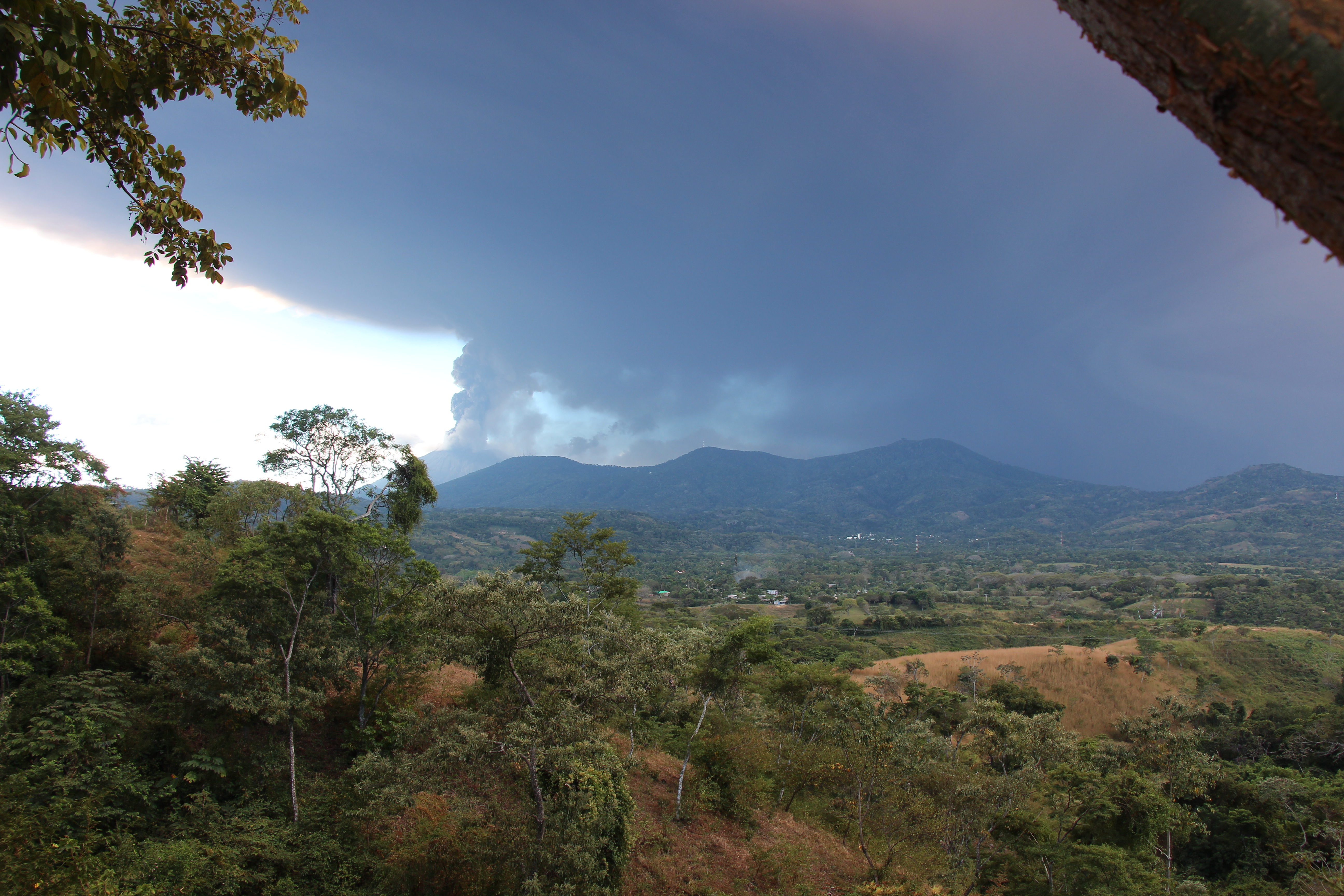